# Verup
Verup er en meget lille landsby på Sydvestsjælland beliggende i Niløse Sogn ca. 4 kilometer nord for Dianalund i Sorø Kommune. 
Landsbyen ligger på kanten af Store Åmose og blev grundlagt i i den tidlige Middelalder som en udflytterbebyggelse fra Niløse.
Verup havde sin storhedstid under tørvegravningsperioden under 2. verdenskrig. Tidligere var her både købmand og brugs. 
Nærmeste forretninger ligger i Dianalund. Huse sælges i dag til høje priser grundet den naturskønne beliggenhed. 